# Eothenomys melanogaster
Eothenomys melanogaster es una especie de roedor de la familia Cricetidae.

## Distribución geográfica
Se encuentra en China, Birmania, Taiwán y Tailandia. 